# Colom verdós de Madagascar
El colom verdós de Madagascar (Treron australis) és una espècie d'ocell de la família dels colúmbids (Columbidae) que habita sabanes i boscos poc densos de Madagascar i l'illa Mohéli, de les Comores.